# Beretta PX4 Storm
La Beretta Px4 Storm es una pistola semiautomática diseñada en el año 2004 para defensa personal y por parte de las fuerzas del orden. La pistola Px4 Storm adopta un sistema de rotación del cañón revisado y mejorado en comparación con el que ya se utiliza en los Modelos 8000 de Beretta. El uso de polímeros reforzados con inserciones de acero, un bloque de disparo modular, una corredera de cierre completo, un riel Picatinny y la disponibilidad de agarres intercambiables suponen un cambio radical respecto a los diseños anteriores de la marca.
El mecanismo de acerrojado es por medio del sistema denominado de cañón rotativo o rotatorio, muy mejorado con relación a modelos de la propia fábrica y semejante, en lo esencial, a las pistolas Steyr M1912, la mexicana Obregón o la Beretta Cougar. La fábrica de Brescia ha dejado de lado el sistema tradicional Beretta adoptado desde el modelo M951, semejante al de la pistola alemana Walther P38, que acerrojaba la corredera con una leva inserta bajo el cañón que asciende trabando el conjunto o desciende destrabando la corredera -que muchos consideran el más perfecto de los sistemas de acerrojado-, así como también el sistema Browning, de cañón oscilante mediante una leva-biela y dos tetones que acerrojan en la parte superior de la corredera. Este sistema rotativo ha sido adoptado con no poco éxito por la pistola eslovaca Grand Power K100.

## Modelos
La Beretta Px4 Storm está disponible en cuatro modelos:
- Tipo C: De acción simple ( "acción constante"). Martillo sin resalte. Sin desamartillado. Sin elementos de seguridad.
- Tipo D: De doble acción única. Martillo sin resalte. Sin desamartillado. Sin elementos de seguridad.
- Tipo F: De doble acción. Con desamartillado.
- Tipo G: De doble acción . Con desamartillado. Sin seguro manual.

## PX4 Subcompact
La Px4 Subcompact es un modelo compacto de la Beretta Px4 disponible para el uso de cartuchos 9 x 19 PArabellum y .40 S&W. Tiene un gatillo DA / SA.
- Wikimedia Commons alberga una categoría multimedia sobre Beretta PX4 Storm.

- Datos: Q2294575
- Multimedia: Beretta Px4 Storm / Q2294575